# تاريخ الدبلوماسية الأسترالية

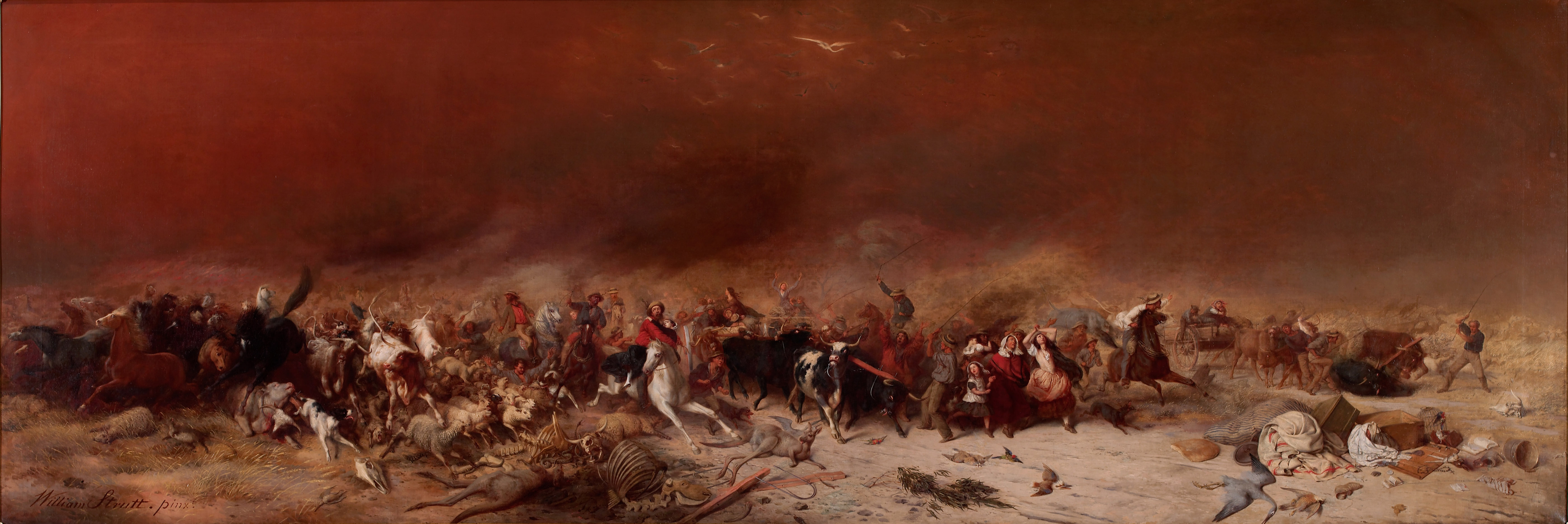

يشمل تاريخ الدبلوماسية الأسترالية أحداث علاقات أستراليا الخارجية.

## ثلاثينيات القرن العشرين: سياسة التهدئة
كانت الموضوعة الطاغية على السياسة الخارجية الأسترالية، كما انتهجتها جميع الأحزاب الرئيسية، هي التوجّس من الحرب، والسعي إلى إرضاء ألمانيا، واليابان، وإيطاليا. رغم كونها أمة صغيرة بتعداد 7 ملايين نسمة، راحت أستراليا تحضر نفسها للحرب. دعمت الحكومة بقوة سياسات التهدئة التي اتبعتها حكومة تشامبرلين في لندن تجاه ألمانيا. انطلاقًا من خشيتها التعرض للغزو الياباني –الأمة ذات الـ100 مليون نسمة والجيش القوي والسياسة الخارجية العدوانية، ضغطت الحكومة الأسترالية باستمرار على لندن لإرضاء اليابان، وخصوصًا فيما يتعلق بمصالح اليابان في الصين. لم يتخلّف رجال الأعمال الأستراليون عن ركب هذه السياسة، لإدراكهم بأن اليابان كانت الشريك التجاري الثاني لأستراليا، ودعموا سياسة التهدئة. على كل حال، وفي الآن ذاته، أعادت أستراليا بناء قواتها المسلحة. من نافل القول بأن أستراليا في ثلاثينيات القرن العشرين كانت لاعبًا ثانويًا في مسرح الشؤون العالمية ولم يكن لها توجّه مستقل في سير الأحداث.

## التحوّل من الاعتماد على بريطانيا إلى الولايات المتحدة
في بداية نشوب الحرب العالمية الأولى في سبتمبر 1939، كانت أستراليا ضمن مجال هيمنة الإمبراطورية البريطانية، واتكلت على بريطانيا لحمايتها من اليابان. في 3 سبتمبر 1939، صرّح رئيس الوزراء روبرت مينزيس قائلًا: «أعلنت بريطانيا العظمى الحرب على ألمانيا، وبالنتيجة، فأستراليا الآن في حالة حرب... لا مجال للشك بأنه حيثما تقف بريطانيا، تصطف خلفها تلقائيًا جميع شعوب العالم البريطاني». كانت أستراليا أول دولة تهب لعون بريطانيا، إذ أرسلت قطعًا عسكرية للقتال في الشرق الأوسط وشمال أفريقيا.
بعد الهجوم الياباني الصاعق على البحرية الأمريكية في بيرل هابرور، في هاواي، في 7 ديسمبر 1941، أصبح الخطر الياباني المباشر على أستراليا وشيكًا. تواصلت الهجمات اليابانية في سائر أرجاء بورما، وبورينو، والهند الشرقية الهولندية (أندونيسيا)، ومالايو. تحلّت جزيرة سنغافورة بأهمية إستراتيجية كبرى ضمن خطة الدفاع البريطانية، ولكنها كانت في موقف دفاعي ضعيف واستسلمت لليابانيين في 15 فبراير 1942، ووقع الألوف من الجنود الأستراليين الوافدين إليها حديثًا وقعوا أسرى حرب. أدركت أستراليا أنها تقف وحيدةً وبدون دفاعات. منح رئيس الوزراء البريطاني وينستون تشرتشل الأولوية للحرب في أوروبا ولم يكن قادرًا على تقديم الدعم الكافي للأستراليين. بدلًا من ذلك، التمس رئيس الوزراء الأسترالي العون من الولايات المتحدة الأمريكية: «تنظر أستراليا إلى علاقتها بأمريكا بدون أي شعور بالندم على علاقاتها وقرابتها التقليدية ببريطانيا العظمى». يُؤخذ هذا الخطاب على أنه إعلان للتحوّل من الاعتماد على بريطانيا العظمى إلى الاعتماد على الولايات المتحدة.

## العلاقات مع الولايات المتحدة
في مارس 1942، بعد الهجمات اليابانية على مدينة داروين الأسترالية، أمر الرئيس الأمريكي روزفلت الجنرال دوغلاس مكآرثر بنقل القاعدة الأمريكية من الفلبين إلى بريسبين، أستراليا. بحلول سبتمبر 1943، كان قد وصل أكثر 120.000 جندي أمريكي إلى أستراليا. في البداية استُقبل الأمريكان بالترحاب، ولكن سرعان ما ظهرت التوترات إلى العلن. عمل مكآرثر بشكل حثيث مع الحكومة الأسترالية وتولى قيادة عملياتها العسكرية. استمرت الحرب لمدة سنتين لاحقتين في جميع أرجاء جنوب شرق آسيا. عندما أُعلن عن انتهاء الحرب في أوروبا، كان ما يزال أمام الولايات المتحدة وأستراليا حرب مع اليابان يجب إنهاؤها والانتصار فيها. اقترح مكآرثر تنفيذ إستراتيجية «القفزات النوعية» لجنوده الأمريكان، في حين اقترح على القوات الأسترالية الاستمرار في عمليات التمشيط، واعتقال اليابانيين في غينيا الجديدة، وبريطانيا الجديدة، وبورينو، وبوغينفيل.

## الهجرة
تعرض المجتمع الأسترالي لتغيير عميق بين الأعوام 1945 و1972، الأمر الذي سبب الانقطاع في الطرح التقليدي بخصوص أستراليا البيضاء. أدت الهجرة دور الوسيط في عملية التغيير. بعد الحرب، قدم وزير الهجرة، آرثر كولويل، خطة هجرة مدعومة حكوميًا تحت شعار «تكاثروا أو اندثروا». كانت الحكومة تسعى إلى زيادة عدد سكان أستراليا، وعلى وجه التحديد عبر استقدام ذوي المهارات في قطاع الصناعات الثانوية. بما أن وجهة العالم كان تتحول نحو الصناعة والتقانة، انبغى على أستراليا مجاراة هذا الاتجاه.
في البداية توجهت أستراليا تلقاء بريطانيا للحصول على مهاجرين، ونالت خطة الهجرة المذكورة شعبية كبيرة في أوساط المتزوجين من الشباب والعازبين. بعد سنة واحدة فقط، حدث نقص في عدد السفن، وانخفضت أرقام المهاجرين. لم تتحقق أهداف الهجرة التي وضعتها الحكومة. ولأول مرة، وفي خطوة ثورية بالنسبة للمجتمع الأسترالي والعلاقات الدولية، أطلقت أستراليا نداءها خارج بريطانيا طلبًا للمهاجرين. في العام 1947، وافق آرثر كالويل على استجلاب 12.000 شخص من إستونيا، ولاتيفا، وليثوانيا، وبولندا. كان معظم هؤلاء مهاجرين تحت رعاية منظمة اللاجئين الدولية. قُبل دخولهم إلى أستراليا لأسباب إنسانية بشرط البقاء في أستراليا لمدة سنتين على الأقل والعمل في برامج تختارها الحكومة لهم.
على مدار السنوات العشرين اللاحقة، واصلت أنماط الهجرة إلى أستراليا تغيّرها. شجعت الحكومة أناسًا أكثر للقدوم إلى أستراليا، وعُقدت العديد من الاتفاقيات المدعومة حكوميًا بين الدول. في نهاية عقد الخمسينيات من القرن العشرين، بدأ قبول مهاجرين أكثر من الشرق الأوسط. في العام 1958، وبموجب قانون الهجرة، أُلغي فحص الإملاء، وطُرحت حزمة تصاريح دخول جديدة. أتاح هذا للعديد من غير الأوروبيين فرصة الهجرة إلى أستراليا. وتوقّفت فرصة دخولهم إلى أستراليا على ماهية ما يمكنهم الإسهام به في أستراليا، وإثبات قدرتهم على الاندماج في المجتمع الأسترالي. جذبت هذه السياسة العديد من المهنيين وذوي الكفاءات العالية، الذين أضافوا الكثير إلى صناعة الخدمات في أستراليا والتي كانت صغيرة نسبيًا.
في نهاية القرن العشرين، أدى تغير الآراء على الصعيد الدولي إلى عداء خاص تجاه سياسة أستراليا البيضاء للهجرة، والتي كانت فعليًا ما تزال في حيز التنفيذ. في نهاية المطاف، أُلغيت هذه السياسة، ومنذ ذلك الحين، راحت أستراليا تستقبل نسبة متزايدة من المهاجرين من قارة آسيا وجميع أنحاء العالم بمقتضى سياستها «التعددية الثقافية» المثيرة للجدل.

## الشيوعية والحرب الباردة
رغم تعاون الاتحاد السوفييتي والولايات المتحدة الأمريكية خلال الحرب العالمية الثانية، فبحلول العام 1947 كانت التوترات بينهما قد تفاقمت إلى ما عُرف بالحرب الباردة، لخلافاتهما بخصوص الاقتصاد (الشيوعية مقابل الرأسمالية)، والسلطة السياسية (الشمولية مقابل الليبرالية)، ومستقبل أوروبا (الشرق مقابل الغرب). انضمت أستراليا بشكل لا لبس فيه إلى جانب أمريكا، وأصبحت الحرب الباردة عامل التأثير الطاغي على السياسة الخارجية الأسترالية.
مع حدوث الاستقطاب في المجتمع الدولي الذي انقسم إلى كتلتين متعارضتين تقودهما القوى العظمى، تحركت أستراليا لتوطيد تحالفها مع الولايات المتحدة. انضمت أستراليا كحليف رئيسي إلى جانب الولايات المتحدة الأمريكية في منطقة آسيا والمحيط الهادي، في حلفٍ ضم المملكة المتحدة وفرنسا. وقفت الصين (بعد العام 1949) وفييتنام الشمالية (بعد العام 1954) إلى جانب الاتحاد السوفييتي. أما البلدان الآسيوية فقد كان يُنظر إليها بعين الريبة. رسخت ذكريات الفظائع المرتكبة خلال الحرب العالمية الثانية الخوف والحاجة إلى الأمان مما قد يبدر من آسيا. بعد نشوب الثورة الشيوعية الصينية في العام 1949، وعدوان كوريا الشمالية على كوريا الجنوبية في العام 1950، تأثرت السياسة الخارجية الأسترالية بالمخاوف المتزايدة من العداء الشيوعي. تطلعت أستراليا أكثر فأكثر إلى دعم الولايات المتحدة الأمريكية لها في احتواء ومحاربة الشيوعية، باعتبار أمريكا «الصديق العظيم والقوي» الجديد لأستراليا. بذلت حكومة مينزيس جهودًا جبارة لربط أستراليا بالسياسة الخارجية للولايات المتحدة الأمريكية في منطقة آسيا والمحيط الهادي.